# Salih Uçan
Salih Uçan [salih učan] (* 6. ledna 1994, Marmaris, Turecko) je turecký fotbalový záložník a reprezentant, od roku 2012 hráč tureckého klubu Fenerbahçe Istanbul.
Na klubové úrovni působil mimo Turecko v Itálii.

## Klubová kariéra
Do Fenerbahçe Istanbul přestoupil mladý záložník z Bucasporu v létě 2012. V Evropské lize 2012/2013 pomohl klubu k postupu do čtvrtfinále. V odvetném osmifinálovém zápase 14. března 2013 proti českému mužstvu FC Viktoria Plzeň vstřelil úvodní gól, když v pokutovém území obral o míč plzeňského Pavla Horvátha a vystřelil po zemi k tyči brankáře Matúše Kozáčika. Zápas skončil remízou 1:1, což tureckému klubu stačilo po výhře 1:0 z Plzně k postupu. Salih šel na hřiště za zraněného Mehmeta Topala a díky vstřelené brance se stal nejmladším střelcem Fenerbahçe v evropských pohárech. S tureckým klubem se probojoval až do semifinále, nastoupil v odvetném zápase s portugalským klubem Benfica Lisabon. Benfica ale zvítězila 3:1, smazala prohru 0:1 z prvního zápasu v Istanbulu a postoupila do finále, Fenerbahçe bylo vyřazeno.
Na konci sezony 2013/14 se s Fenerbahçe radoval ze zisku ligového titulu (pro klub celkově devatenáctého).
V červenci 2014 odešel na hostování do italského AS Řím.

## Reprezentační kariéra
Salih Uçan nastupoval za turecké mládežnické výběry od kategorie do 15 let.
V A-mužstvu Turecka debutoval 15. listopadu 2013 v přátelském utkání v Adaně proti týmu Severního Irska (výhra 1:0), nastoupil na hřiště v 67. minutě.